# IndyCar Series 2025
De IndyCar Series 2025 is het 30e kampioenschap van de IndyCar Series. De 109e Indianapolis 500 werd gehouden op 25 mei 2025. Álex Palou is de regerend kampioen bij de coureurs.
Twee races voor het einde, op de Portland International Raceway, werd Chip Ganassi Racing-coureur Palou voor de vierde keer in zijn carrière gekroond tot IndyCar Series-kampioen.

## Schema
Op 13 juni 2024 werd de kalender voor 2025 bekendgemaakt.
| Rnd | Datum       | Race naam                              | Circuit                                     | Locatie                 |
| --- | ----------- | -------------------------------------- | ------------------------------------------- | ----------------------- |
| 1   | 2 maart     | Firestone Grand Prix of St. Petersburg | Stratencircuit St. Petersburg               | St. Petersburg, Florida |
| 2   | 23 maart    | The Thermal Club IndyCar Grand Prix    | The Thermal Club                            | Thermal, Californië     |
| 3   | 13 april    | Acura Grand Prix of Long Beach         | Stratencircuit Long Beach                   | Long Beach, Californië  |
| 4   | 4 mei       | Children's of Alabama Indy Grand Prix  | Barber Motorsports Park                     | Birmingham, Alabama     |
| 5   | 10 mei      | Sonsio Grand Prix                      | Indianapolis Motor Speedway (binnencircuit) | Speedway, Indiana       |
| 6   | 25 mei      | 109th Running of the Indianapolis 500  | Indianapolis Motor Speedway                 | Speedway, Indiana       |
| 7   | 1 juni      | Chevrolet Detroit Grand Prix           | Stratencircuit Detroit                      | Detroit, Michigan       |
| 8   | 15 juni     | Bommarito Automotive Group 500         | World Wide Technology Raceway               | Madison, Illinois       |
| 9   | 22 juni     | XPEL Grand Prix at Road America        | Road America                                | Elkhart Lake, Wisconsin |
| 10  | 6 juli      | Honda Indy 200 at Mid-Ohio             | Mid-Ohio Sports Car Course                  | Lexington, Ohio         |
| 11  | 12 juli     | Hy-Vee Homefront 250                   | Iowa Speedway                               | Newton, Iowa            |
| 12  | 13 juli     | Hy-Vee One Step 250                    | Iowa Speedway                               | Newton, Iowa            |
| 13  | 20 juli     | Ontario Honda Dealers Indy Toronto     | Stratencircuit Toronto                      | Toronto, Ontario        |
| 14  | 27 juli     | Firestone Grand Prix of Monterey       | WeatherTech Raceway Laguna Seca             | Monterey, Californië    |
| 15  | 10 augustus | BitNile.com Grand Prix of Portland     | Portland International Raceway              | Portland, Oregon        |
| 16  | 24 augustus | Hy-Vee Milwaukee Mile 250              | Milwaukee Mile                              | West Allis, Wisconsin   |
| 17  | 31 augustus | Big Machine Music City Grand Prix      | Nashville Superspeedway                     | Lebanon, Tennessee      |

Wijzigingen op de kalender ten opzichte van 2024
- De race op The Thermal Club, die in 2024 een niet-kampioenschapsronde was, telt in 2025 mee voor het kampioenschap.
- De race op de World Wide Technology Raceway werd verplaatst van augustus naar juni.
- De race op de WeatherTech Raceway Laguna Seca werd verplaatst van juni naar juli.
- De Milwaukee Mile, waar in 2024 twee races verreden werden, organiseert in 2025 slechts een race.

## Teams en rijders
Vanaf het seizoen 2025 maakt de IndyCar Series gebruik van het zogeheten chartersysteem. Auto's die een charter kregen toegewezen, zijn automatisch gekwalificeerd voor alle races, met uitzondering van de Indianapolis 500. Ook doen zij mee in de Leader's Circle, waarin het prijzengeld onder de beste 22 auto's wordt verdeeld. Er zijn in totaal 25 charters uitgereikt, met een maximum van drie per team. Alle auto's die full-time zijn ingeschreven, met uitzondering van de auto's van het nieuwe Prema Racing, kregen een charter toegewezen.
| Team                                | Motor     | Nr | Rijders               | Ronden |
| ----------------------------------- | --------- | -- | --------------------- | ------ |
| Team Penske                         | Chevrolet | 2  | Josef Newgarden       | Alle   |
| Team Penske                         | Chevrolet | 3  | Scott McLaughlin      | Alle   |
| Team Penske                         | Chevrolet | 12 | Will Power            | Alle   |
| Arrow McLaren                       | Chevrolet | 5  | Patricio O'Ward       | Alle   |
| Arrow McLaren                       | Chevrolet | 6  | Nolan Siegel          | Alle   |
| Arrow McLaren                       | Chevrolet | 7  | Christian Lundgaard   | Alle   |
| Arrow McLaren-Rick Hendrick         | Chevrolet | 17 | Kyle Larson (R)       | 6      |
| Meyer Shank Racing                  | Honda     | 06 | Hélio Castroneves     | 6      |
| Meyer Shank Racing                  | Honda     | 60 | Felix Rosenqvist      | Alle   |
| Meyer Shank Racing                  | Honda     | 66 | Marcus Armstrong      | Alle   |
| Chip Ganassi Racing                 | Honda     | 8  | Kyffin Simpson        | Alle   |
| Chip Ganassi Racing                 | Honda     | 9  | Scott Dixon           | Alle   |
| Chip Ganassi Racing                 | Honda     | 10 | Álex Palou            | Alle   |
| A.J. Foyt Racing                    | Chevrolet | 14 | Santino Ferrucci      | Alle   |
| A.J. Foyt Racing                    | Chevrolet | 41 | David Malukas         | Alle   |
| Rahal Letterman Lanigan Racing      | Honda     | 15 | Graham Rahal          | Alle   |
| Rahal Letterman Lanigan Racing      | Honda     | 30 | Devlin DeFrancesco    | Alle   |
| Rahal Letterman Lanigan Racing      | Honda     | 45 | Louis Foster (R)      | Alle   |
| Rahal Letterman Lanigan Racing      | Honda     | 75 | Takuma Sato           | 6      |
| Dale Coyne Racing                   | Honda     | 18 | Rinus VeeKay          | Alle   |
| Dale Coyne Racing                   | Honda     | 51 | Jacob Abel (R)        | Alle   |
| ECR                                 | Chevrolet | 20 | Alexander Rossi       | Alle   |
| ECR                                 | Chevrolet | 21 | Christian Rasmussen   | Alle   |
| ECR                                 | Chevrolet | 33 | Ed Carpenter          | 6      |
| DRR-Cusick Motorsports              | Chevrolet | 23 | Ryan Hunter-Reay      | 6      |
| DRR-Cusick Motorsports              | Chevrolet | 24 | Jack Harvey           | 6      |
| Andretti Global with Curb-Agajanian | Honda     | 26 | Colton Herta          | Alle   |
| Andretti Global                     | Honda     | 27 | Kyle Kirkwood         | Alle   |
| Andretti Global                     | Honda     | 28 | Marcus Ericsson       | Alle   |
| Andretti Global                     | Honda     | 98 | Marco Andretti        | 6      |
| Juncos Hollinger Racing             | Chevrolet | 77 | Conor Daly            | Alle   |
| Juncos Hollinger Racing             | Chevrolet | 78 | Sting Ray Robb        | Alle   |
| Prema Racing                        | Chevrolet | 83 | Robert Shwartzman (R) | Alle   |
| Prema Racing                        | Chevrolet | 90 | Callum Ilott          | Alle   |

## Uitslagen
| Ronde | Race             | Poleposition        | Snelste ronde     | Meeste ronden aan de leiding | Winnaar         | Winnaar             | Winnaar      |
| Ronde | Race             | Poleposition        | Snelste ronde     | Meeste ronden aan de leiding | Coureur         | Team                | Constructeur |
| ----- | ---------------- | ------------------- | ----------------- | ---------------------------- | --------------- | ------------------- | ------------ |
| 1     | St. Petersburg   | Scott McLaughlin    | Josef Newgarden   | Scott McLaughlin             | Álex Palou      | Chip Ganassi Racing | Honda        |
| 2     | Thermal Club     | Patricio O'Ward     | Patricio O'Ward   | Patricio O'Ward              | Álex Palou      | Chip Ganassi Racing | Honda        |
| 3     | Long Beach       | Kyle Kirkwood       | Kyffin Simpson    | Kyle Kirkwood                | Kyle Kirkwood   | Andretti Global     | Honda        |
| 4     | Birmingham       | Álex Palou          | Álex Palou        | Álex Palou                   | Álex Palou      | Chip Ganassi Racing | Honda        |
| 5     | Indianapolis GP  | Álex Palou          | Álex Palou        | Graham Rahal                 | Álex Palou      | Chip Ganassi Racing | Honda        |
| 6     | Indianapolis 500 | Robert Shwartzman   | Hélio Castroneves | Takuma Sato                  | Álex Palou      | Chip Ganassi Racing | Honda        |
| 7     | Detroit          | Colton Herta        | Kyffin Simpson    | Kyle Kirkwood                | Kyle Kirkwood   | Andretti Global     | Honda        |
| 8     | Gateway          | Will Power          | Álex Palou        | David Malukas                | Kyle Kirkwood   | Andretti Global     | Honda        |
| 9     | Road America     | Louis Foster        | Felix Rosenqvist  | Scott Dixon                  | Álex Palou      | Chip Ganassi Racing | Honda        |
| 10    | Mid-Ohio         | Álex Palou          | Scott McLaughlin  | Álex Palou                   | Scott Dixon     | Chip Ganassi Racing | Honda        |
| 11    | Iowa             | Josef Newgarden     | Patricio O'Ward   | Josef Newgarden              | Patricio O'Ward | Arrow McLaren       | Chevrolet    |
| 12    | Iowa             | Álex Palou          | David Malukas     | Álex Palou                   | Álex Palou      | Chip Ganassi Racing | Honda        |
| 13    | Toronto          | Colton Herta        | Colton Herta      | Álex Palou                   | Patricio O'Ward | Arrow McLaren       | Chevrolet    |
| 14    | Laguna Seca      | Álex Palou          | Álex Palou        | Álex Palou                   | Álex Palou      | Chip Ganassi Racing | Honda        |
| 15    | Portland         | Christian Lundgaard | Will Power        | Will Power                   | Will Power      | Team Penske         | Chevrolet    |
| 16    | Milwaukee        |                     |                   |                              |                 |                     |              |
| 17    | Nashville        |                     |                   |                              |                 |                     |              |

## Kampioenschap
| Pos | Rijder              | STP | THE | LBH | ALA | IMS | INDY | DET | GAT  | RDA | MDO | IOW | IOW | TOR  | LAG | POR | MIL | NSH | Punten |
| --- | ------------------- | --- | --- | --- | --- | --- | ---- | --- | ---- | --- | --- | --- | --- | ---- | --- | --- | --- | --- | ------ |
| 1   | Álex Palou          | 1L  | 1L  | 2   | 1L* | 1L  | 16L  | 25  | 8    | 1L  | 2L* | 5L  | 1L* | 12L* | 1L* | 3L  |     |     | 626    |
| 2   | Patricio O'Ward     | 11  | 2L* | 13  | 6   | 2   | 33L  | 7L  | 2L   | 17  | 5   | 1L  | 5   | 1L   | 4   | 25L |     |     | 475    |
| 3   | Scott Dixon         | 2L  | 10  | 8L  | 12  | 5   | 204  | 11L | 4L   | 9L* | 1L  | 10  | 2   | 10   | 5   | 11  |     |     | 411    |
| 4   | Christian Lundgaard | 8L  | 3   | 3L  | 2   | 16  | 78   | 8   | 14   | 24L | 3   | 21  | 6   | 13   | 2   | 2   |     |     | 398    |
| 5   | Kyle Kirkwood       | 5   | 8   | 1L* | 11  | 8   | 32L  | 1L* | 1L   | 4L  | 8   | 26  | 18L | 6    | 16  | 20  |     |     | 387    |
| 6   | Will Power          | 26  | 6   | 5   | 5   | 3   | 16   | 4L  | 27   | 14  | 26  | 3L  | 24  | 11   | 7   | 1L* |     |     | 342    |
| 7   | Felix Rosenqvist    | 7   | 5   | 4   | 13  | 10  | 45   | 21L | 16L  | 2L  | 6   | 17  | 7   | 19   | 24  | 9   |     |     | 337    |
| 8   | Colton Herta        | 16L | 4   | 7   | 7   | 25  | 14   | 3L  | 17   | 16  | 4L  | 13  | 20  | 4L   | 3   | 10  |     |     | 333    |
| 9   | Marcus Armstrong    | 24L | 7   | 14L | 17L | 7L  | 18   | 6   | 9    | 5   | 7   | 9L  | 3   | 14   | 8   | 8   |     |     | 331    |
| 10  | David Malukas       | 13  | 18  | 17  | 16  | 23  | 27L  | 14  | 12L* | 7L  | 17  | 12  | 4   | 9    | 13  | 19  |     |     | 287    |
| 11  | Scott McLaughlin    | 4L* | 27  | 6   | 3L  | 4   | 3010 | 12L | 24L  | 12L | 23  | 4   | 26  | 26   | 10  | 7   |     |     | 285    |
| 12  | Rinus VeeKay        | 9   | 17  | 19  | 4   | 9   | 27   | 27  | 7L   | 10  | 9   | 16  | 12  | 2L   | 23  | 17  |     |     | 272    |
| 13  | Christian Rasmussen | 15  | 12  | 23  | 15  | 19  | 6L   | 24L | 3L   | 18  | 25  | 6   | 8   | 20   | 9   | 12  |     |     | 257    |
| 14  | Santino Ferrucci    | 14  | 14  | 11  | 18  | 20  | 5    | 2L  | 5L   | 3   | 16  | 8   | 15  | DNS  | 22  | 27  |     |     | 253    |
| 15  | Graham Rahal        | 12  | 11  | 22  | 14  | 6L* | 17   | 20  | 22   | 20  | 24  | 11  | 19  | 7    | 12  | 4L  |     |     | 246    |
| 16  | Alexander Rossi     | 10  | 9L  | 15  | 8   | 14  | 28L  | 10  | 11L  | 13  | 15  | 25  | 17  | 25   | 15  | 5   |     |     | 244    |
| 17  | Kyffin Simpson      | 18  | 15  | 10L | 21  | DNS | 25   | 5   | 15   | 6L  | 10L | 18  | 13  | 3    | 27  | 21  |     |     | 240    |
| 18  | Josef Newgarden     | 3L  | 13  | 27  | 10  | 12  | 22   | 9   | 25L  | 25  | 27  | 2L* | 10L | 24   | 11  | 24L |     |     | 239    |
| 19  | Conor Daly          | 17  | 16  | 25  | 19  | 15  | 8L   | 17  | 6L   | 22  | 19  | 7   | 16  | 15   | 14  | 26  |     |     | 220    |
| 20  | Marcus Ericsson     | 6   | 21  | 12  | 20  | 26  | 319L | 13  | 13L  | 21  | 12  | 15  | 22  | 5L   | 25  | 22  |     |     | 208    |
| 21  | Nolan Siegel        | 25  | 19  | 20  | 9   | 13  | 13   | 19  | 19   | 8   | 11  | 24  | DNS | 18   | 18L | 16  |     |     | 195    |
| 22  | Callum Ilott        | 19  | 26  | 21  | 23  | 22  | 33   | 26  | 18L  | 15  | 13  | 23  | 21  | 8    | 6   | 6   |     |     | 191    |
| 23  | Louis Foster        | 27  | 24  | 16  | 26  | 11  | 12   | 22L | 26   | 11L | 14  | 14  | 14  | 21   | 17  | 13  |     |     | 189    |
| 24  | Robert Shwartzman   | 20  | 22  | 18  | 25  | 18  | 261L | 16  | 10   | 27  | 21  | 20  | 9   | 16   | 21  | 15  |     |     | 183    |
| 25  | Sting Ray Robb      | 21  | 23  | 9L  | 22  | 21  | 23   | 15  | 20   | 26  | 18  | 22  | 23  | 17   | 19  | 14  |     |     | 160    |
| 26  | Devlin DeFrancesco  | 22  | 20  | 24  | 24  | 17L | 11L  | 23  | 23   | 19  | 20  | 19  | 25  | 22   | 20  | 18  |     |     | 145    |
| 27  | Jacob Abel          | 23  | 25  | 26  | 27  | 24  | DNQ  | 18  | 21   | 23  | 22  | 27  | 11  | 23   | 26  | 23  |     |     | 107    |
| 28  | Takuma Sato         |     |     |     |     |     | 92L* |     |      |     |     |     |     |      |     |     |     |     | 36     |
| 29  | Hélio Castroneves   |     |     |     |     |     | 10   |     |      |     |     |     |     |      |     |     |     |     | 20     |
| 30  | Ed Carpenter        |     |     |     |     |     | 15L  |     |      |     |     |     |     |      |     |     |     |     | 16     |
| 31  | Jack Harvey         |     |     |     |     |     | 19L  |     |      |     |     |     |     |      |     |     |     |     | 12     |
| 32  | Ryan Hunter-Reay    |     |     |     |     |     | 21L  |     |      |     |     |     |     |      |     |     |     |     | 10     |
| 33  | Kyle Larson         |     |     |     |     |     | 24   |     |      |     |     |     |     |      |     |     |     |     | 6      |
| 34  | Marco Andretti      |     |     |     |     |     | 29   |     |      |     |     |     |     |      |     |     |     |     | 5      |
| Pos | Rijder              | STP | THE | LBH | ALA | IMS | INDY | DET | GAT  | RDA | MDO | IOW | IOW | TOR  | LAG | POR | MIL | NSH | Punten |

| Kleur               | Resultaat                                            |
| ------------------- | ---------------------------------------------------- |
| Goud                | Winnaar                                              |
| Zilver              | 2de plaats                                           |
| Brons               | 3de plaats                                           |
| Groen               | 4de en 5de plaats                                    |
| Lichtblauw          | 6de–10de plaats                                      |
| Donkerblauw         | Gefinisht (buiten de Top 10)                         |
| Paars               | Niet gefinisht                                       |
| Rood                | Niet gekwalificeerd (DNQ)                            |
| Bruin               | Teruggetrokken (Wth)                                 |
| Zwart               | Gediskwalificeerd (DSQ)                              |
| Wit                 | Niet Gestart (DNS)                                   |
| Blank               | Nam geen deel aan de race (DNP)                      |
| Blank               | Niet geracet                                         |
| Toegevoegde info    |                                                      |
| vet                 | Pole positie (1 punt, behalve Indy)                  |
| L                   | Ronde geleid (1 punt)                                |
| *                   | Meeste ronden aan de leiding (2 punten)              |
| cursief             | Snelste ronde                                        |
| 1-12                | Kwalificatiepositie Indy 500                         |
| c                   | Kwalificatie geannuleerd, geen bonuspunten uigedeeld |
| Rookie van het jaar |                                                      |
| Rookie              |                                                      |

| Positie                       | 1  | 2  | 3  | 4  | 5  | 6  | 7  | 8  | 9  | 10 | 11 | 12 | 13 | 14 | 15 | 16 | 17 | 18 | 19 | 20 | 21 | 22 | 23 | 24 | 25 | 26 | 27 | 28 | 29 | 30 | 31 | 32 | 33 |
| ----------------------------- | -- | -- | -- | -- | -- | -- | -- | -- | -- | -- | -- | -- | -- | -- | -- | -- | -- | -- | -- | -- | -- | -- | -- | -- | -- | -- | -- | -- | -- | -- | -- | -- | -- |
| Punten                        | 50 | 40 | 35 | 32 | 30 | 28 | 26 | 24 | 22 | 20 | 19 | 18 | 17 | 16 | 15 | 14 | 13 | 12 | 11 | 10 | 9  | 8  | 7  | 6  | 5  | 5  | 5  | 5  | 5  | 5  | 5  | 5  | 5  |
| Indianapolis 500 kwalificatie | 12 | 11 | 10 | 9  | 8  | 7  | 6  | 5  | 4  | 3  | 2  | 1  |    |    |    |    |    |    |    |    |    |    |    |    |    |    |    |    |    |    |    |    |    |